# Такахаги
Такаха́ги (яп. 高萩市 Такахаги-си) — город в Японии, находящийся в префектуре Ибараки. Площадь города составляет 193,65 км², население — 29 550 человек (1 августа 2014), плотность населения — 152,59 чел./км².

## Географическое положение
Город расположен на острове Хонсю в префектуре Ибараки региона Канто. С ним граничат города Китаибараки, Хитати, Хитатиота и посёлок Ханава.

## Население
Население города составляет 29 550 человек (1 августа 2014), а плотность — 152,59 чел./км². Изменение численности населения с 1980 по 2005 годы:
| 1980 | 32 436 чел. |  |
| 1985 | 33 968 чел. |  |
| 1990 | 35 320 чел. |  |
| 1995 | 35 604 чел. |  |
| 2000 | 34 602 чел. |  |
| 2005 | 32 932 чел. |  |

## Символика
Деревом города считается сосна, цветком — Lespedeza, птицей — Phasianus versicolor.